# Simone Rosalba
Simone Rosalba (Paola, 31 de janeiro de 1976) é um jogador de voleibol da Itália que competiu nos Jogos Olímpicos de 2000.
Em 2000, ele fez parte da equipe italiana que conquistou a medalha de bronze no torneio olímpico, no qual atuou em oito partidas.